# All Souled Out
All Souled Out – pierwszy minialbum amerykańskiego duetu hip-hopowego Pete Rock & CL Smooth

## Lista utworów
1. "Good Life" - 3:53
2. "Mecca & the Soul Brother" - 5:59
3. "Go With the Flow" - 4:55
4. "The Creator" - 4:43
5. "All Souled Out" - 5:27
6. "Good Life" (Group Home Mix)" - 3:55